# Kunsthalle Mainz

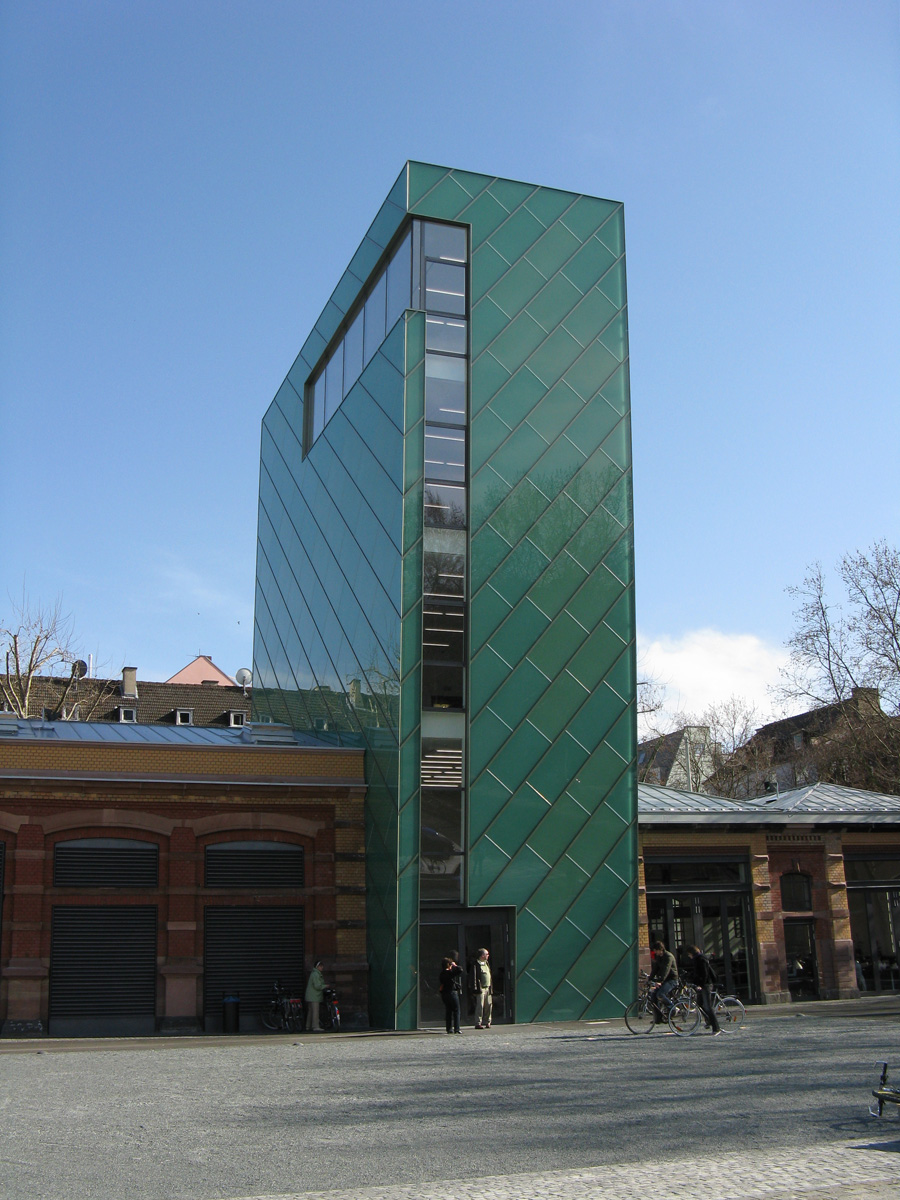
Kunsthalle mit grüner Vorhangfassade aus Glas (Foto: 2008)

Die Kunsthalle Mainz ist ein Ausstellungszentrum für Zeitgenössische Kunst. Sie befindet sich im 1887 von Eduard Kreyßig geplanten Kessel- und Maschinenhaus im Mainzer Zollhafen. Das Gebäude wurde im Jahr 2006 von den Mainzer Stadtwerken umgebaut. Die frühere Energiezentrale des Zollhafens dient seit der Eröffnung am 1. März 2008 als Kunsthalle.

## Geschichte
Für den Umbau des Kesselhauses wurde das Berliner Architekturbüro von Günter Zamp Kelp beauftragt. Sein Entwurf beinhaltet eine vollständige Sanierung und Umwidmung des lang gestreckten, eingeschossigen Backsteinbaus sowie das Schließen einer schmalen Baulücke, in die ein 21 Meter hoher und um sieben Grad geneigter Turm eingefügt ist. Mit dem Turm ist ein markanter städtebaulicher Akzent geschaffen. Der ehemalige Lokschuppen ist als ein Café gestaltet. Die Kunsthalle Mainz verfügt über 840 m² Ausstellungsfläche, untergliedert in drei aneinander anschließende, großflächige Räume im Altbau und den drei übereinander liegenden kabinettähnlichen Räumen im Turm (Neubau).

## Konzeption
Die Kunsthalle Mainz zeigt Wechselausstellungen aktueller Kunst. Sie profiliert sich über monografische und themenbezogene Ausstellungen von internationalem Rang. Dazu bietet sie ein breit gefächertes und interdisziplinäres Rahmenprogramm. Zu jeder Ausstellung gibt es Vermittlungsformate in Form von Rundgängen oder Workshops, die sich sowohl an Erwachsene als auch an Kinder und Jugendliche richten. Zusätzlich finden ergänzende Veranstaltungen wie Diskussionen, Künstlergespräche oder Vortragsreihen statt. Außerdem wurde im September 2012 ein Vorführraum für Filme eingerichtet. Eine Serie von Video Screenings findet dort statt. Unter anderem wurden Filme von Joan Jonas, Pipilotti Rist, Anri Sala, Clemens von Wedemeyer, Matthew Barney, Martha Rosler, Maria Lassnig, John Bock und Francis Alÿs präsentiert.

## Organisation
Träger der Kunsthalle Mainz ist die Stiftung Kunsthalle Mainz. Sie wurde von den Mainzer Stadtwerken ins Leben gerufen und verfolgt ausschließlich und unmittelbar gemeinnützige Zwecke mit dem Hauptstiftungsziel der Förderung und Vermittlung zeitgenössischer Kunst. Stiftungsorgane sind Vorstand und Kuratorium. Dem Vorstand obliegen die Leitung der Stiftung und die Führung der laufenden Geschäfte. Ihm gehören je ein Mitglied des Vorstands der Mainzer Stadtwerke AG und ein Vertreter der Stadt Mainz sowie des Landes Rheinland-Pfalz an. Das Kuratorium, bestehend aus Mitgliedern des öffentlichen Lebens, übernimmt die Aufsichtsfunktion.
Bisherige künstlerische Leiter, verantwortlich für inhaltliche Konzeption und Ausstellungsprogramm:
- 2008–2011 Natalie de Ligt
- 2012–2015 Thomas D. Trummer
- seit Juni 2015 Stefanie Böttcher
- Januar 2023–März 2024 Interimsleitung Yasmin N. Afschar

## Ausstellungen
unter der Leitung von Stefanie Böttcher
- Ari Benjamin Meyers – Always Rehearsing (5. Juli bis 20. Oktober 2024)

unter der Interimsleitung von Yasmin N. Afschar
- melanie bonajo – Schule der Liebenden / Philipp Gufler – Dis/Identification (8. März bis 16. Juni 2024)
- Unextractable: Sammy Baloji invites – Sammy Baloji, Nilla Banguna, Jackson Bukasa & Dan Kayeye & Justice Kasongo, Sybil Coovi Handemagnon, Fundi Mwamba Gustave & Antje Van Wichelen, Franck Moka, Hadassa Ngamba, Isaac Sahani Dato, Georges Senga, Julia Tröscher (27. Oktober 2023 bis 11. Februar 2024)
- Olga Fröbe-Kapteyn – Tiefes Wissen   (30. Juni 2023 bis 1. Oktober 2023)
- What is It Like to Be a Bat? – Dorota Gawęda & Eglė Kulbokaitė, Metahaven, Jenna Sutela, Zheng Mahler (17. März 2023 bis 4. Juni 2023)

unter der Leitung von Stefanie Böttcher
- Hana Miletić – Pieces (21. Oktober 2022 bis 5. Februar 2023)
- FLUX4ART – Dorthe Goeden, Jáchym Fleig, Ivana Matić, Katja von Puttkamer, Judith Röder (21. Oktober 2022 bis 5. Februar 2023)
- Homosphäre – James Bridle, Julian Charrière, Don’t Follow the Wind, Forensic Architecture, Hemauer/Keller, Almut Linde, Cristina Lucas, Rabih Mroué, Carsten Nicolai, Walid Raad, Oliver Ressler, Tomás Saraceno, Susan Schuppli, Tétshim & Frank Mukunday (10. Juni 2022 bis 25. September 2022)
- Walid Raad – We Lived So Well Together (11. Februar 2022 bis 15. Mai 2022)
- Eins Komma Fünf – Army of Love, Lucy Beech & edward Thomasson, Eva Grubinger, Hanne Lippard, Taus Makhacheva, Haroon Mirza, Agniezka Polska, Anri Sala, Franz Erhard Walther (10. Oktober 2021 bis 9. Januar 2022)
- Wir leben auf einem Stern (2. September 2021 bis  19. September 2021) kuratiert von Lina Louisa Krämer
- Theoretisch geht´s mir gut – Benedikte Bjerre, Hannah Black, Samantha Bohatsch, Johannes Büttner, Pilvi Takala (5. Juli 2021 bis 22. August 2021) kuratiert von Lina Louisa Krämer (im Taubertsbergbad Mainz und der Kunsthalle Mainz)

- Joachim Koester – The way out is the way in (9. März 2021 bis 27. Juni 2021)

- Enter the Void – Lawrence Abu Hamdan, Ursula Biemann, Forensic Architecture, Paulo Tavares (10. Juli 2020 bis 1. November 2020)

- Wir leben auf einem Stern. Intro (20. Mai 2020 bis 14. Juni 2021) kuratiert von Lina Louisa Krämer

- Kunsthalle Mainz @home – Egill Saebjörnsson, Ahmet Öğüt, Kateřina Šedá & Julie Šedá, Tim Etchells, Rabih Mroué (17. März 2020 bis 10. Mai 2021)

- Uriel Orlow – Conversing with Leaves (29. November 2019 bis 19. April 2020)

- Latifa Echakhch – Freiheit und Baum (12. Juli 2019 bis 10. November 2019)

- Between Us – Tim Etchells, Sissel Tolaas, Tamara Grcic, Isabel Lewis, Søren Lyngsø Knudsen, Žilvinas Kempinas; Kooperationsprojekt zwischen tanzmainz des Staatstheater Mainz, Motion Bank der Hochschule Mainz und der Kunsthalle Mainz, gefördert durch die Kulturstiftung des Bundes (15. März 2019 bis 16. Juni 2019)
- Lara Favaretto – NEED OR NO NEED (14. Dezember 2018 bis 17. Februar 2019)
- Julian Charrière – An Invitation to Disappear (14. April 2018 bis 8. Juli 2018)
- Daniel Buren & Bettina Pousttchi (15. Dezember 2017 bis 18. März 2018)
- Mit den Händen zu greifen und doch nicht zu fassen – Vajiko Chachkhiani, Tim Etchells, Petrit Halilaj, Lynn Hershman Leeson, Sofia Hultén, Yutaka Matsuzawa, Agnieszka Polska, Walid Raad, Pamela Rosenkranz, Kateřina Šedá, Juergen Staack (1. September 2017 bis 19. November 2017)
- Biotopia – Baggenstos/Rudolf & Hackteria, Julian Charrière, David Claerbout, Daiga Grantina, Dominique Koch, Elodie Pong, Daniel Steegmann Mangrané, Monica Studer/Christoph van den Berg, Phillip Zach (31. März – 30. Juli 2017, kuratiert von Sabine Rusterholz Petko)
- Rabih Mroué – Between Two Battles (11. November 2016 bis 26. Februar 2017)
- Detail ist alles – Vito Acconci, Francis Alÿs, Samson Kambalu, Jiří Kovanda, Klara Lidén, Ahmet Öğüt, Roman Ondák, Neša Paripović, Pilvi Takala (24. Juni – 16. Oktober 2016)
- Auf den Schultern von Giganten – Matthew Buckingham, Cao Dan, Cao Fei, Ragnar Kjartansson, Agnieszka Kurant, Zac Langdon-Pole, Goshka Macuga, Kris Martin, Deimantas Narkevicius, Egill Sæbjörnsson (26. Februar bis 22. Mai 2016)
- FORSTER 1754–2015 – Lothar Baumgarten, Camille Henrot, Friedemann von Stockhausen (2. Oktober 2015 bis 24. Januar 2016), kuratiert gemeinsam mit Thomas D. Trummer und Trevor Smith

unter der Leitung von Thomas D. Trummer
- Mainzer Ansichten. 111 Künstler/innen in einem Büro (23. März 2015 bis 15. Mai 2015)
- Lois Weinberger (20. März 2015 bis 6. September 2015)
- Matt Mullican – Books Representing Books (21. November 2014 bis 22. Februar 2015)
- Ed Atkins und Bruce Nauman (4. Juli 2014 bis 26. Oktober 2014)[1]
- Les Gueules Cassées. Die Narben des Ersten Weltkriegs in der zeitgenössischen Kunst, kuratiert gemeinsam mit Markus Schinwald mit Werken von Yael Bartana, Tacita Dean, Agnès Geoffray, Wade Guyton, Thomas Hombach, William Kentridge, Peter Piller, Doris Salcedo, Markus Schinwald, Anne Schneider, Karlheinz Stockhausen, Julian Zilz und Bryan Adams Wounded. The Legacy of War, (27. Februar 2014 bis 8. Juni 2014)
- Monica Bonvicini und Sterling Ruby (25. Oktober 2013 bis 2. Februar 2014)
- Thomas Schütte und Danh Vo – Das Reich ohne Mitte. Mit Werken von Thomas Hobbes, Eduardo Chillida, Henry Moore, Otto Muehl, Deimantas Narkevicius, Johannes Schilling, Thomas Schütte und Danh Vo (5. Juli 2013 bis 6. Oktober 2013)
- David Claerbout (22. März 2013 bis 16. Juni 2013)
- Attila Csörgő und Roman Signer (9. November 2012 bis 17. Februar 2013)

unter der Leitung von Natalie de Ligt
- km 500 5 – Stipendiaten 2011 des Landes Rheinland-Pfalz und des Künstlerhauses Schloss Balmoral (25. August 2012 bis 7. Oktober 2012)
- Michael Kalmbach – Christopheruspuppe / My Way. Kinder und Jugendliche stellen aus (11. Mai 2012 bis 5. August 2012)
- Elly Strik – Ihr Anblick gibt den Engeln Stärke / Eva Weingärtner – we are one / Peter Sauerer – Trabant (3. Februar 2012 bis 22. April 2012)
- km 500 4 – Stipendiaten 2010 des Landes Rheinland-Pfalz und des Künstlerhauses Schloss Balmoral (26. November 2011 bis 15. Januar 2012)
- Nico Krebs vs. Taijo Onorato – Sammelsurien. Eine Ausstellung von und für Kinder und Jugendliche / Kaja Leijon – VideoZone (19. August 2011  bis 6. November 2011)
- The New Mainz School. Eine Ausstellung der Kunsthochschule Mainz (26. Mai 2011 bis 31. Juli 2011)
- Karsten Bott  – Von Jedem Eins / Trabant: Florian Rossmanith / VideoZone: Eric Lanz (17. Februar 2011 bis 1. Mai 2011)
- km 500 3 – Stipendiaten 2008 des Landes Rheinland-Pfalz und des Künstlerhauses Schloss Balmoral (20. November 2010 bis 16. Januar 2011)
- Guy Ben-Ner: Film/Zeichnung / Johannes Spehr. Aquarelle/Installation / VideoZone: Corinna Schnitt (20. August 2010 bis 31. Oktober 2010)
- Stadt im Fluss/Stadt am Fluss – Eine Ausstellung und ein Kunstprojekt von und für Kinder und Jugendliche / fail better 3 – Eine Reihe der Akademie für Bildende Künste Mainz (18. Juni 2010 bis 1. August 2010)
- Martina Essig  – Aquarelle / Jörg Obergfell  – Objekte/Fotografien / VideoZone: Stefan Panhans (6. März 2010 bis 30. Mai 2010)
- Joachim Brohm  – Fotografie / fail better 2 – Eine Reihe der Akademie für Bildende Künste Mainz / VideoZone: Anna-Lena Gremme (27. November 2009 bis 21. Februar 2010)
- David Shrigley  – New Powers/Neue Kräfte / Trabant: Anna Lea Hucht (22. August 2009 bis 8. November 2009)
- km 500 2 – Stipendiaten 2008 des Landes Rheinland-Pfalz und des Künstlerhauses Schloss Balmoral (27. Juni 2009 bis 9. August 2009)
- Matthias Weischer – Room with a view / Trabant: Marieta Chirulescu (13. März 2009 bis 7. Juni 2009)
- Michal Budny, Annette Gödde, Fritz Panzer, Christine Rusche – Illusion & Konsequenz (21. November 2008 bis 15. Februar 2009)
- km 500 – Stipendiaten 2007 des Landes Rheinland-Pfalz und des Künstlerhauses Schloss Balmoral (13. September 2008 bis 26. Oktober 2008)
- Nachspiel: Zeit – Eine Ausstellung von und für Kinder und Jugendliche (27. Juli 2008 bis 24. August 2008)
- fail better – Ein Projekt der Akademie für Bildende Künste Mainz (6. Juni 2008 bis 13. Juli 2008)
- Lukas Einsele, Thomas Erdelmeier, Thomas Kilpper – Die Welt sollte zunächst so bleiben, wie sie ist (6. Juni 2008 bis 24. August 2008)
- Alle Zeit der Welt – 10 Langzeitprojekte –  Christian Borchert, Meike Dölp, Angela Fensch, Michael Franz, Hans-Jörg Georgi, Jürgen Krause, Nicholas Nixon, Claus Richter, Jens Risch, Tobias Tragl (1. März 2008 bis 18. Mai 2008)

## Video Screenings
- Akram Zaatari, Beirut Exploded Views, 2014
- Angela Anderson und Angela Melitopoulos, Unearthing Desaster, 2013
- Anna Witt, Geld zu finden, 2012
- Anri Sala, Intervista, 1998
- Bertille Bak, Urban Chronicles, 2011
- Bettina Pousttchi, Double Empire, 2000
- Bettina Pousttchi, Line, 2005
- Bettina Pousttchi, Ocularis, 1999
- Bettina Pousttchi, Reset, 2001
- Bjørn Melhus, The Meadow, 2007
- Bjørn Melhus, Das Badezimmer, 2011
- Brice Dellsperger, Body Double 22, 2010
- Camille Henrot, Coupé / Décalé, 2010
- Camille Henrot, Million Dollars Point, 2011
- Camille Henrot, Grosse Fatigue, 2013
- Christian Jankowski, Die Jagd, 1998
- Chris Marker, La Jetée, 1962
- Clemens von Wedemeyer, Found Footage, 2008–09
- Corinna Schnitt, Schönen, guten Tag, 1995
- Cory Arcangel, Drei Klavierstücke, op. 11, 2009
- Cyprien Gaillard, Pruitt Igoe Falls, 2009
- Daniel Buren, Interruption, 1969
- Daniel Buren, Mexique, 1959
- Deimantas Narkevičius, The Role of a Lifetime, 2003
- Fernando Sánchez Castillo, Pegasus Dance, 2007
- Fiona Tan, Island, 2008
- Francis Alÿs, Re-Enactments, 2000
- Ger van Elk, The Flattening of the Brook’s Surface, 1972/2002
- Gerard Byrne, ‚Homme à femmes (Michel Debrane)‘, 2004
- Gillian Wearing, 10-16, 1997
- Gillian Wearing, I Love You, 1999
- Gillian Wearing, Trauma, 2000
- Günther + Loredana Selichar, GT Granturismo, 2001
- Guy Maddin, Send Me to the ‚Lectric Chair, 2009
- Halil Altındere, Wonderland, 2013
- Harun Farocki, Nicht löschbares Feuer, 1969
- Helen Marten, Orchids, or a hemispherical bottom, 2013
- Isa Rosenberger, Vladimir’s Journey (The Captain), 2013
- Janusch Ertler, Periferias, 2015
- Joan Jonas, Upsidedown and Backwards, 1980
- Joana Hadjithomas & Khalil Joreige, Barmeh, 2001
- Jochen Kuhn, Exit, 2008 / Sonntag 3, 2012
- John Bock, Im Schatten der Made, 2010
- John Skoog, Federsee, 2013
- John Smith, Flag Mountain (Southern Nicosia, looking towards the border with the Turkish Republic of Northern Cyprus), 2010
- Jonathan Vinel, NOTRE AMOUR EST ASSEZ PRUISSANT, 2014
- Jordan Wolfson, Infinite Melancholy, 2003
- Julius von Bismarck, Irma To Come In Earnest, 2017
- Julius von Bismarck, Punishment I, 2011
- Jumana Mana, Wild Relatives, 2018
- Klaudia Stoll und Jacqueline Wachall, High Heel Obsession, 2012
- Lamia Joreige, Nights and Days, 2007 / Full Moon, 2007
- Léandre Bernard-Brunel, Colorature, 2012
- Leonore Mau & Hubert Fichte, Der Tag eines unständigen Hafenarbeiters, 1966
- Leonore Mau & Hubert Fichte, Die Spanische Treppe, 1970
- Lina Sieckmann und Miriam Gossing, One Hour Real, 2015–16
- Liz Magic Laser, The Thought Leader, 2015
- Maisie Maud Broadhead & Jack Cole, An Ode to Hill and Adamson, 2012
- Marcel Dzama, Death Disco Dance, 2011
- Marcel Odenbach, Im Schiffbruch nicht schwimmen können, 2011
- Marcondes Dourado Barbosa, Ogodô Ano 2000, 1996
- Margaret Tait, A Portrait of Ga, 1952
- Maria Lassnig, Baroque Statues, 1970–74 / Art Education, 1976
- Marko Schiefelbein, FREEDOM TO MOVE, 2013
- Martha Rosler, Semiotics of the Kitchen, 1975
- Marvin Gaye Chetwynd, The Walk to Dover, 2005–2007
- Matt Pyke, Hype Circle: Machine Learning, 2018
- Matthew Barney, Cremaster 2, 1999
- Matthias Müller & Christoph Girardet, Phoenix Tapes #1-#6, 1999
- Maya Deren, A Study in Choreography for Camera, 1946
- Monika Huber, Captured, 2014
- Morgan Quaintance, Surviving You, Always, 2021
- Mwangi Hutter, The Cage, 2009
- Nathalie Djurberg, The Mad Tea Party, 2004
- Nathalie Djurberg, New Movements in Fashion, 2006
- Nicholas Mangan, Nauru – Notes from a Creaceous World, 2010
- Nicole Six & Paul Petritsch, Räumliche Maßnahme 1, 2003
- Oliver Pietsch, Because, 2008
- Ori Gersht, Big Bang, 2006
- Ori Gersht, The Forest, 2005
- Pascal Magnin, Reines d’un Jour, 1996
- Pauline Bastard, Hollywood Childhood, 2011
- Pedro Neves Marques, Linnaeus and the Terminator Seed, 2017
- Peter Land, The Lake, 1999
- Peter Tscherkassky, The Exquisite Corpus, 2015
- Peter Watkins, Forgotten Faces, 1961
- Peter Weibel und Hotel Morphila Orchester, Wir sind Daten, 2013
- Philipp Gufler, Eingebildete Männlichkeit, 2012
- Philipp Gufler & Liane Klingler, Gespräch mit Erich Haas, 2014
- Pipilotti Rist, I’m Not the Girl Who Misses Much, 1986
- R. M. Naeem, Mutability, 2013 / 6th May 2013 (Father‘s Day), 2013
- Reynold Reynolds, The Lost, 2011–2013
- Richard Billingham, Fishtank, 1998
- Riki Kalbe, Bodenproben, 1987
- Roman Signer, Punkt, 2006 / Einbruch im Eis, 1985
- Rosalind Nashashibi, Eyeballing, 2005
- Roz Mortimer, Wormcharmer, 1998
- Sammy Baloji, Mémoire, 2009
- Sebastian Gräfe, Mit dem Meer spazieren gehen, 2008
- Sharon Hayes, 10 min of Collective Activity, 2003
- Shelly Nadashi, A Place for Commas and Dots, 2013
- Simon Wachsmuth, Regen/Rain, 2000
- Sofia Hultén, Grey Area. 12 Attempts to hide in an office environment, 2001
- Sriwhana Spongs, a hook but no fish, 2017
- Stan Douglas, Suspiria, 2003
- Stanya Kahn, Arms Are Overrated, 2012
- Sudanese Film Group, Jamal, 1981
- Suzie Silver, A Spy (Hester Reeve Does the Doors), 1992
- Sven Johne, Wissower Klinken, 2007
- The Otolith Group, Hydra Decapita, 2010
- Tracey Moffatt, Nice Coloured Girls, 1987
- Ulla von Brandenburg, Chorspiel, 2010
- Ulu Braun, Forst, 2013
- Ulu Braun, BIRDS, 2014
- Ursula Biemann, Deep Weather, 2013
- Ursula Biemann, Subatlantic, 2015
- Walid Raad / The Atlas Group, I only wish that I could weep, 1997/2002
- Yvonne Rainer, Trio A, 1978